# Jerrold B. Tunnell
Jerrold Bates Tunnell (Dallas, Texas, 16 de septiembre de 1950-Highland Park, Illinois, 1 de abril de 2022) fue un matemático estadounidense conocido por su trabajo en teoría de números. Fue profesor asociado de matemáticas en la Universidad Rutgers.

## Primeros años
Tunnell nació en 1950 en Dallas.
Se graduó en el Harvey Mudd College en 1972. Recibió su doctorado en Matemáticas de Universidad de Harvard en 1977. Su tesis, Sobre la conjetura de Langlands locales para GL(2), fue asesorada por John Tate.

## Carrera
Después de graduarse, Tunnell enseñó en la Universidad de Princeton y fue miembro del Instituto de Estudios Avanzados de 1982 a 1983. Se unió a la facultad de matemáticas de la Universidad Rutgers en 1983, donde finalmente se convirtió en profesor asociado de matemáticas. Asesoró a 7 estudiantes de doctorado.

## Investigación
En 1981, Tunnell generalizó el trabajo de Langlands sobre la conjetura de Artin, estableciendo un caso especial conocido como el teorema de Langlands-Tunnell que luego se convirtió en un componente clave en la demostración del último teorema de Fermat.
Demostró el teorema de Tunnell en 1983, que da una solución incondicional parcial al problema de los números congruentes y una solución completa condicionada a la conjetura de Birch y Swinnerton-Dyer.

## Premios y distinciones
En 2013, Tunnell fue elegido en la clase inaugural de los Miembros de la Sociedad Matemática Estadounidense.

## Vida personal
A partir de 2004, Tunnell realizó viajes en bicicleta a través del país desde Highland Park (Nueva Jersey) hasta Syracuse (Nueva York) en cada ciclo electoral de EE. UU.
Murió en 2022 en la zona rural de Texas. Fue atropellado por un camión mientras andaba en bicicleta desde San Agustín (Florida), a su reunión de clase número 50 en el Harvey Mudd College en Claremont (California).